# Jacob Crafoord
Jacob Georg Henrik Georgsson Crafoord (i riksdagen kallad Crafoord i Strömstad), född den 26 juni 1861 i Gudmuntorps socken, död den 2 oktober 1913 i Stockholm, var en svensk verkstadsägare och politiker (liberal). Han var son till godsägaren och riksdagsmannen Georg Crafoord samt Maria Matilda Carolina Flygare.
Jacob Crafoord var byggnadsentreprenör vid olika anläggningsarbeten i Sverige och Norge, bland annat vid järnvägsbyggnad och utläggning av minförsvar på västkusten. Åren 1904–1910 drev han en mekanisk verkstad i Strömstad.
Han var riksdagsledamot i andra kammaren från 1909 till den 23 april 1910 för Norrvikens domsagas valkrets. I riksdagen var han bland annat suppleant i 1909 års tillfälliga utskott. Han engagerade sig bland annat i olika järnvägsfrågor.
Han var far till Clarence Crafoord och genom dottern Beth svärfar till Axel Lundström.